# 크라마토르스크군

크라마토르스크군 또는 크라마토르스크 라이온(우크라이나어: Краматорський район, 로마자 표기: Kramatorskyi raion, 러시아어: Краматорский район, 로마자 표기: Kramatorsky rayon)은 우크라이나 도네츠크주의 라이온(군)이다. 우크라이나 행정 구역 개혁의 일환으로 2020년 7월에 창설되었다. 라이온의 중심은 크라마토르스크 마을이다. 인구: 543,371명(2022년 추정).